# Агроцибе польовий
Агроцибе польовий (Agrocybe arvalis) — вид базидіомікотових грибів родини строфарієві (Strophariaceae). Неїстівний.

## Опис
Шапинка діаметром 1,5-3 см, дзвоникоподібна, світло-коричнева. Коричневий також споровий відбиток. Гіменофор пластинчастий. Пластинки вузькі, коричнево-рудуваті. Ніжка заввишки 4-7 см, діаметром 0,2-0,3 см, ниткоподібна, з бульбоподібним потовщенням біля основи. Анулюс (кільце навколо ніжки) відсутній. Спори еліптичні та гладкі, діаметром 9–10,5 × 5,2–6 мкм. Плевроцистидій може мати 3–5 пальцеподібних відростки.

## Середовище і розповсюдження
Росте на луках та пасовищах, на полях, на ґрунті. В Україні трапляється на Лівобережжі.